# Baño árabe de la plaza de la Paz (Ceuta)

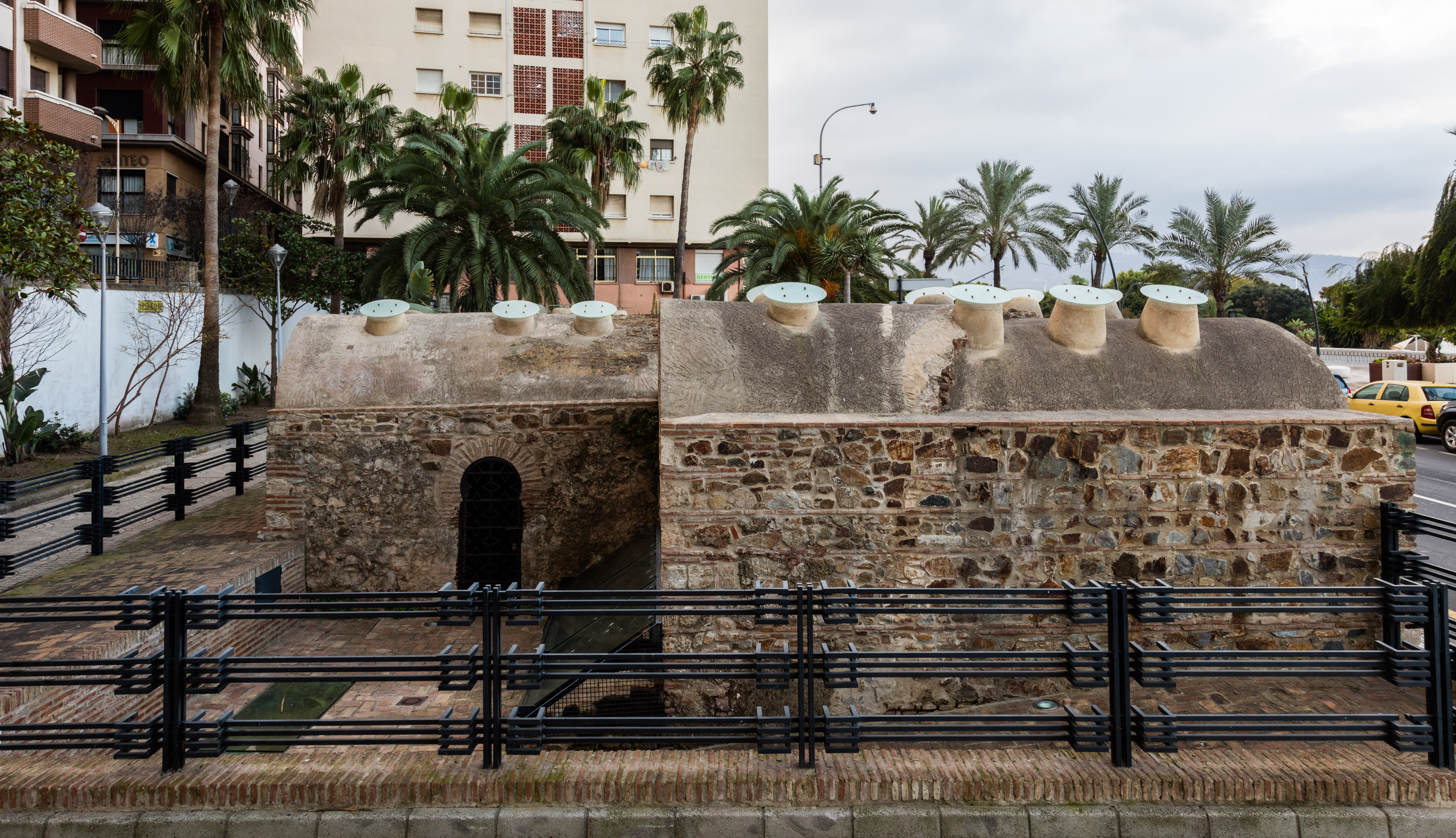
Vista desde el exterior

El baño árabe de la plaza de la Paz se sitúa en la Plaza de la Paz, antiguos jardines XXV años de Paz, en la zona de La Almina, en la ciudad española de Ceuta. Los vestigios conservados corresponden a un baño medieval de medianas dimensiones que se encuentra ubicado en las inmediaciones de lo que debió ser el límite septentrional de uno de los arrabales de la medina islámica, en un espacio ocupado en época medieval de forma continuada al menos desde el siglo XI.

## Historia
Los trabajos arqueológicos llevados a cabo en este edificio en dos campañas de investigación efectuadas entre los años 2000 y 2004 han cambiado de forma significativa la información disponible sobre los mismos. 
La investigación arqueológica desarrollada en este lugar ha permitido documentar, a partir del sustrato geológico de base, tres fases bien distintas. La primera corresponde a restos arquitectónicos y depósitos de material arqueológico que se asocian a un momento de ocupación con edificios probablemente de tipo doméstico y una calle, datadas en el siglo XI d. C. La orientación de la zona de paso, distinta en general al edificio de baños, pudo estar alineada con el lienzo de muralla que se debió ubicar en las inmediaciones. 
Entre los siglos XII-XIII se construyen los baños. Para su construcción se rebajó parcialmente una ladera dispuesta en sentido S-N, lo que posibilitó que el edificio quedase parcialmente encajado en el firme, disposición idónea para evitar al máximo las pérdidas de calor en el inmueble. A esta fase corresponde el cuerpo principal del edificio, conformado por estancias de tendencia rectangular con bóveda de cañón y luceras cuadrangulares. Es probable que en este momento existieran otras salas que no se han conservado, dato que se podría derivar de la presencia en la sala templada de una puerta cegada en su pared oeste. 
En una tercera fase, ya durante el período mariní (siglo XIV), se produce una ampliación de la sala fría y una reorganización del circuito que queda configurado del modo en que se nos ha conservado en la actualidad. 
La presencia de material arqueológico de época lusitana (siglo XV) formando parte de los primeros rellenos que colmatan el edificio, nos fecha el final de su uso. A partir de este momento el edificio es expoliado, retirándose del mismo aquellos materiales que pudieron ser reutilizados (especialmente revestimientos, suelos y elementos singulares como las columnas de mármol). La estratigrafía indica que el edificio sigue en uso, al menos parcialmente, y la progresiva colmatación de su interior con una potente capa de residuos. 
A lo largo del siglo XVII el inmueble debió convertirse en una ruina semienterrada. De hecho, en varios grabados y planos de la ciudad en esta centuria no se observan en este punto vestigios que permitan identificarlos. 
No es hasta inicios del siglo XVIII cuando este espacio de la Almina es nuevamente poblado. El asedio del sultán Mulay Ismail dará lugar a un éxodo masivo que aún no había comenzado en 1695, como se puede observar en la recreación del asedio publicada por Dornellas, basándose en un plano de Joao Thomas Correa. 
A lo largo del siglo XVIII la ocupación de este sector es un hecho. Las salas abovedadas del baño son aprovechadas desde entonces para usos muy diversos (almacenes, establos, etc.). Así, en las primeras décadas del siglo XIX ya se observa como la manzana donde se ubicará el inmueble está consolidada, manteniéndose hasta la actualidad los ejes principales, en sentido N-S y E-O que actualmente delimitan la Plaza de la Paz. Sobre las estancias son construidas viviendas de las que aún eran visibles algunos restos en el momento del inicio de la investigación arqueológica. 
No es hasta mediados de la década de los 60 del siglo XX cuando al demoler esas viviendas se identifica la naturaleza del edificio por el investigador C. Posac. A partir de entonces empieza un largo camino en el que se suceden actuaciones de diversa naturaleza sobre el inmueble y se realizan una serie de investigaciones sobre él. Así, por ejemplo, el investigador C. Gozalbes publica una interpretación del edificio apoyándose en los cuidados dibujos que realizó el delineante municipal J. Mendoza, en 1977. 
No es sin embargo hasta el inicio de la presente década cuando se considera en firme la necesidad de proceder a su rehabilitación y acondicionamiento para la visita. La investigación arqueológica del inmueble se aborda en dos campañas, en los años 2000 y 2004, resultando esta última especialmente importante para el conocimiento del edificio. Precisamente, la información obtenida ha sido la base de los criterios de rehabilitación empleados en el inmueble inaugurado definitivamente a finales de 2006. Paralelamente fue planteada la necesidad de tomar las medidas necesarias para asegurar su protección entre las que se propuso la incoación del expediente para su declaración como Bien de Interés Cultural.

## Descripción

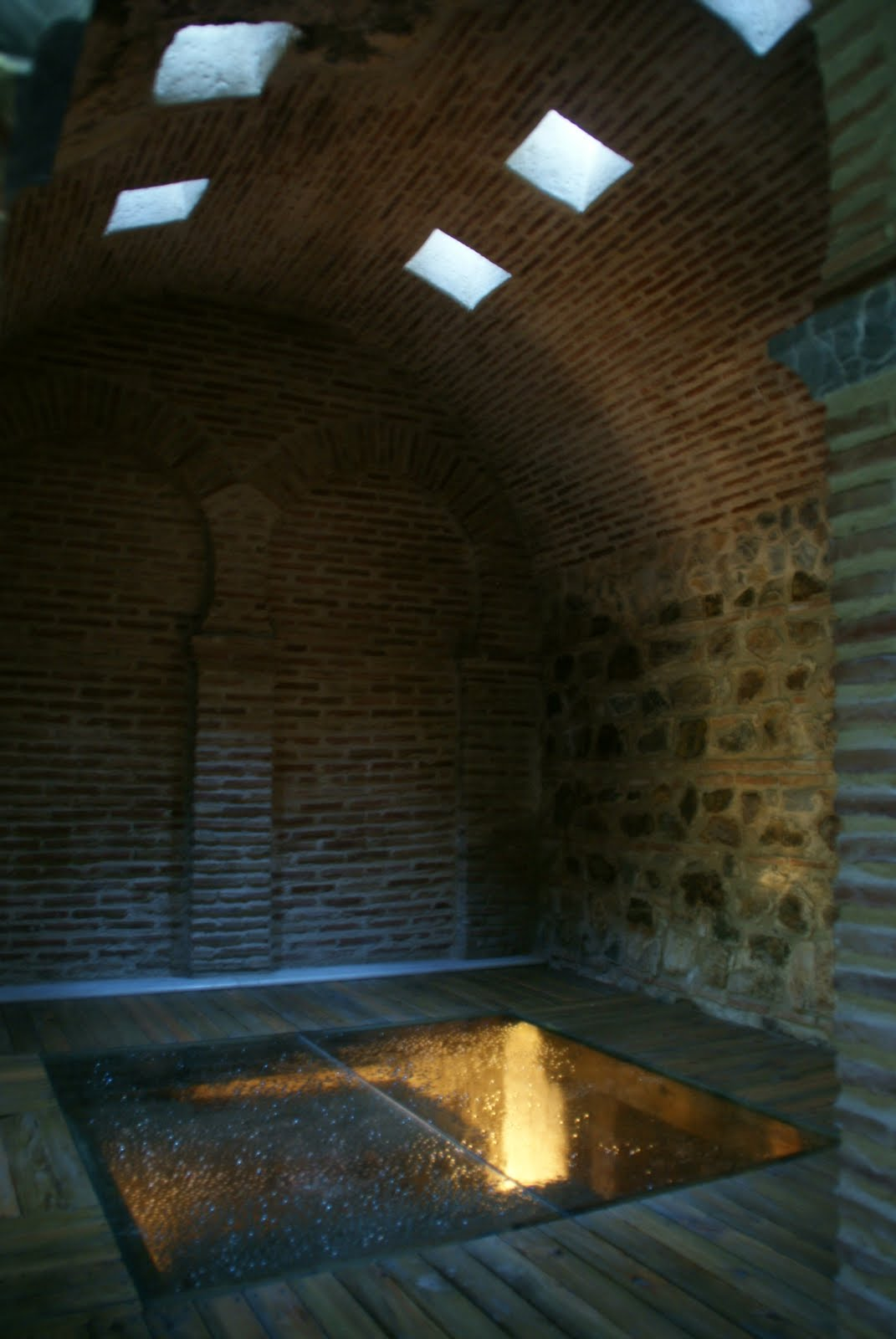
Una de las cámaras interiores

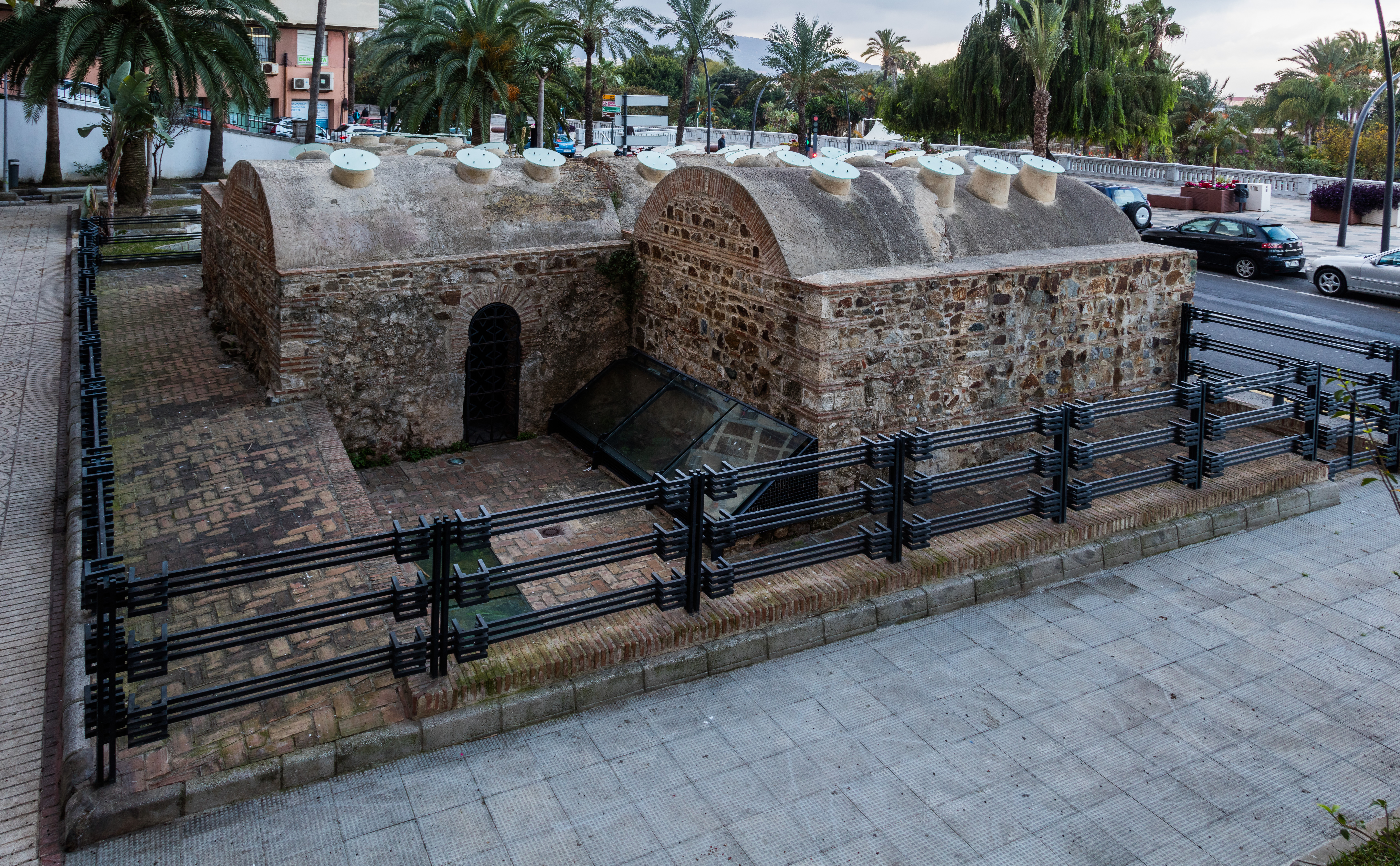
Vista exterior desde otro ángulo

Conceptualmente el «hammam» ha sido considerado heredero de las termas romanas, aunque de menor monumentalidad que estas. Desde el punto de vista funcional consta de cinco elementos consecutivos que suelen repetirse en la mayor parte de ellos. En primer lugar, se situaba el vestíbulo o «bayt al-maslaj», donde se situaban el vestuario y las letrinas. A continuación la sala fría o «bayt al-baryt», después la sala templada o «bayt al-wastani» y, por último, la sala caliente o «bayt al-sajun».
- 1. La entrada se realiza desde un patio porticado con columnas, de aproximadamente 30 m² conservado parcialmente y ubicado al este del conjunto. Bajo este patio fue construido un aljibe con capacidad para unos 100 m³.

El patio presentaba indicios de haber tenido varios suelos de lajas de pizarra y ladrillos superpuestos que corresponden a distintas reformas.
Las letrinas aparecen dispuestas bajo el lado meridional del pórtico que rodeaba el patio. Se documentó también en el patio un depósito de agua comunicado con otra fuente o pila situada en la sala fría.
- 2. Se accede a la «sala fría» desde el patio por una puerta con arco de herradura. Se trata de una sala con planta rectangular (12'5 m²). En sus extremos norte y sur se ubican dos espacios delimitados por arquerías. Uno de estos espacios era ocupado por una pequeña fuente, alimentada por el depósito del patio. Desde ella una serie de canalizaciones distribuían el agua por el edificio. Cubierta por una bóveda de cañón, la fábrica está realizada, en su cuerpo original, por mampostería irregular de tamaño variado, ligada con mortero rico en cal, y encintados puntuales de ladrillo. En la bóveda se usan sillarejos de piedra conchífera para las claves de los arcos y se dispusieron luceras cuadrangulares para la iluminación del inmueble. Las paredes se revistieron con enfoscado de cal y ladrillo molido, con enlucido posterior.

En momentos del siglo XIV esta sala se amplió, en sentido oeste. A través de un arco de herradura geminado se accedía a un nuevo ámbito, cuyo suelo, dispuesto a cota superior con respecto al anterior, estaba probablemente realizado con mármol. Dentro de esta nueva sala se observa un espacio central, cubierto por bóveda de aristas, y dos espacios laterales o alhanías cuya techumbre se soluciona con bóvedas de medio cañón. Las luceras en esta sala son estrelladas.
- 3. Desde la sala fría se accedía a la sala templada, a través de un vano cuyos restos apenas se han conservado. En la reciente rehabilitación, este acceso se ha recreado a través de un arco rebajado. De las dos alhanías que flanquearon la sala, apenas quedan restos.

La fábrica empleada en la construcción de este espacio es semejante a la del sector primigenio de la sala fría.
- 4. La sala caliente tiene una superficie aproximada de 25 m². Presenta planta irregular, probablemente por el adosamiento o reutilización de muros preexistentes ubicados en el límite Norte del inmueble. Este tipo de estancias se caracterizan por presentar un suelo apoyado en una serie de pilares de ladrillos de 1,60 m de altura, destinados a facilitar la entrada de aire caliente desde el horno y la caldera con los que estaba comunicada. La temperatura del suelo se elevaba, y en general la de la sala, al continuar el aire su curso por una serie de tubos cerámicos insertos en las paredes tanto en sentido vertical como horizontal. Sobre el suelo de la sala caliente se arrojaría agua, que al evaporarse conformaría la atmósfera adecuada para este ámbito de los baños.

También han sido documentados otros espacios del baño indispensables para su funcionamiento (horno, caldera y leñera). Se trata de una serie de estancias adosadas a los baños, por el lado E, y en comunicación directa con la sala caliente. Se conservan restos de combustión y de parte de la estructura de ladrillo que tenía comunicación directa con el hipocaustum. Una pequeña estancia situada al sur del espacio de combustión, con acceso directo a la misma, se ha interpretado como probable lugar de almacén de combustible. A través de la leñera se accedía, desde el exterior, a la caldera, lo que permitía atender de forma independiente las tareas de mantenimiento del baño y de uso.